# Chiloți
Chiloții sunt articole de lenjerie intimă purtate pe partea inferioară a corpului, care nu depășesc în general buricul.

### ți lungi

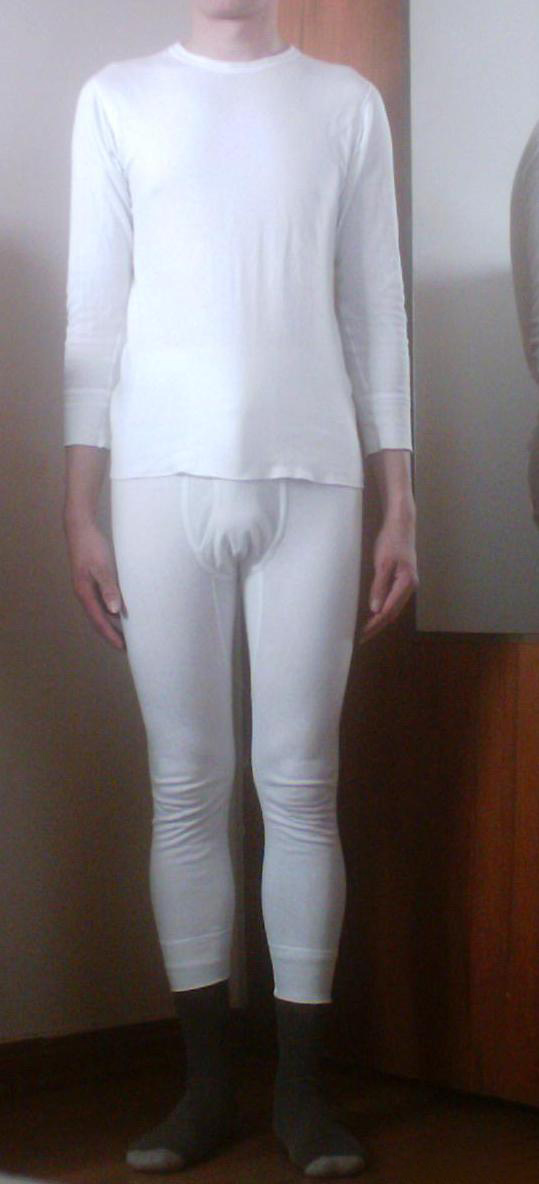
Chiloți lungi

Chiloții lungi sunt jumătatea inferioară a unui stil de lenjerie din două piese numită lenjerie lungă, chiloți lungi sau lenjerie termică, care are picioare lungi și mâneci lungi și care este purtată în mod normal pe vreme rece; de asemenea, este purtată în mod obișnuit de oameni pe sub haine în țările reci. Versiunea masculină a lenjeriei de corp lungi poate avea sau nu fermoar frontal.

### Slipuri Midway

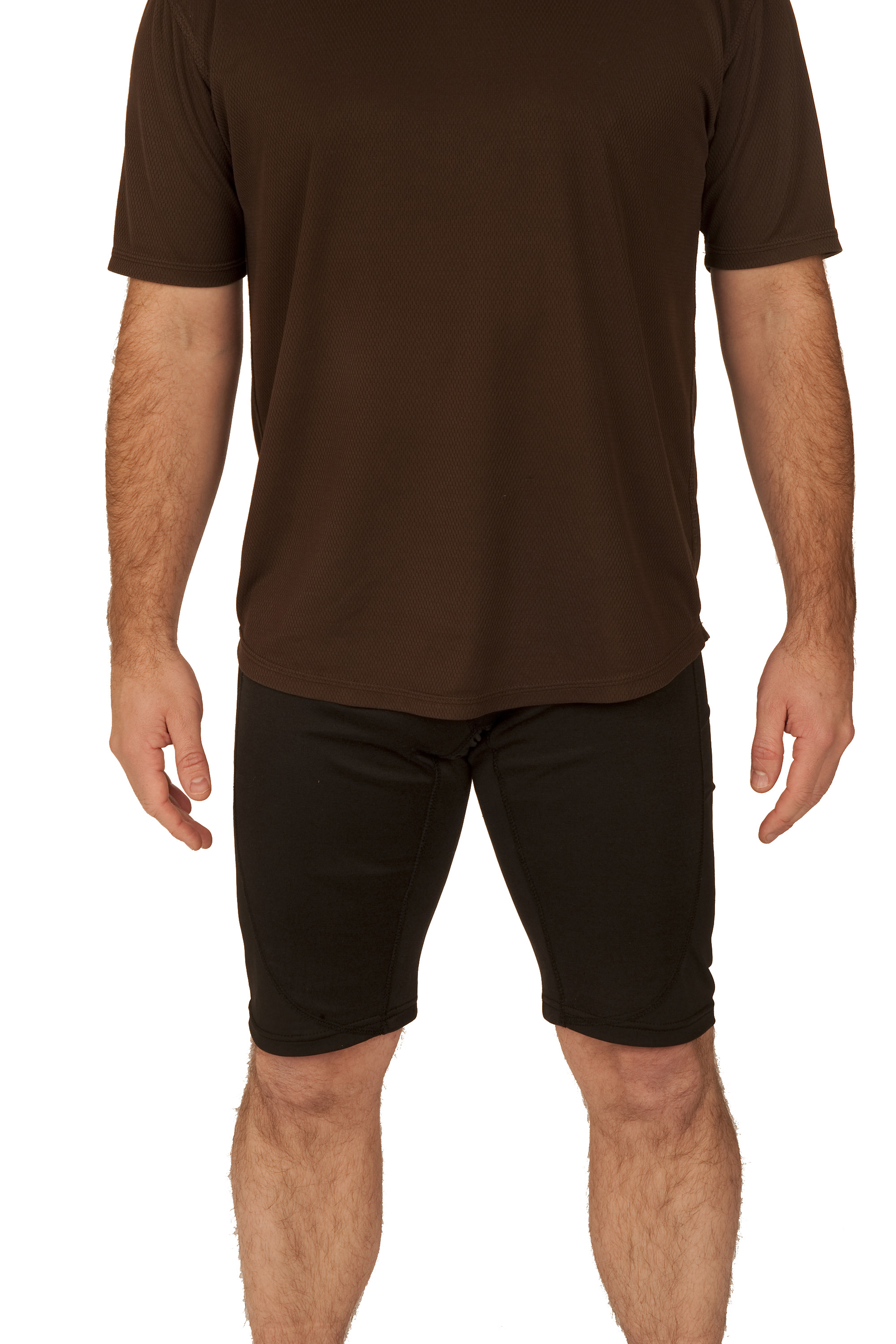
Slip midway

Slipurile midway sunt asemănătoare în stil cu boxerii slip, dar sunt mai lungi în picior, cel mai lung fiind până la genunchi.

### Boxer

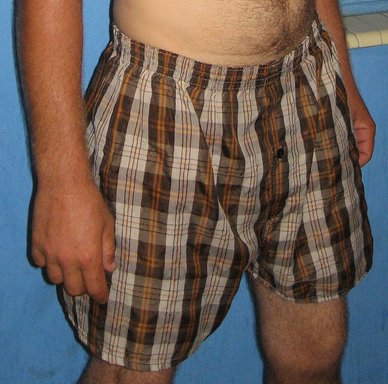
Boxer

Boxerii scurți au o talie elastică care se află la sau aproape de talia purtătorului, în timp ce părțile picioarelor sunt destul de largi și se extind până la jumătatea coapsei. De obicei, există un fermoar, cu sau fără nasturi. Talia boxerilor este de obicei mai largă decât cea a diferitelor tipuri de chiloți și poartă adesea marca producătorului.

### Slip boxer

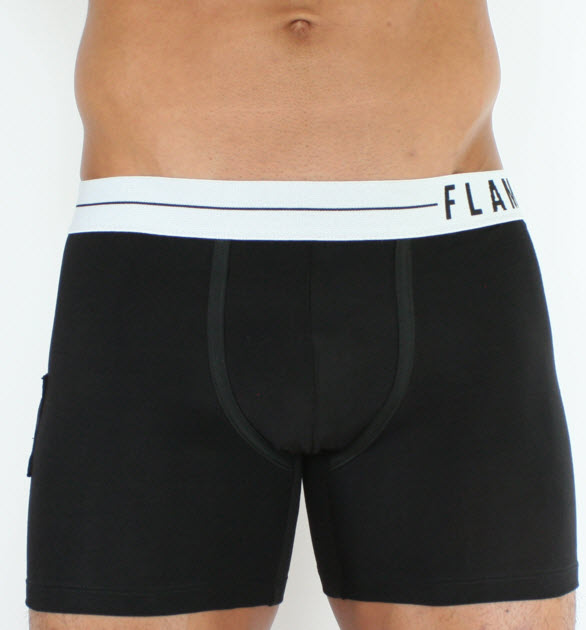
Slip boxer

Slipul boxer are un stil similar cu boxerul, dar se potrivește ca un slip clasic. La fel ca și chiloții, aceștia folosesc adesea un fermoar.

### Slipuri cu trunchi

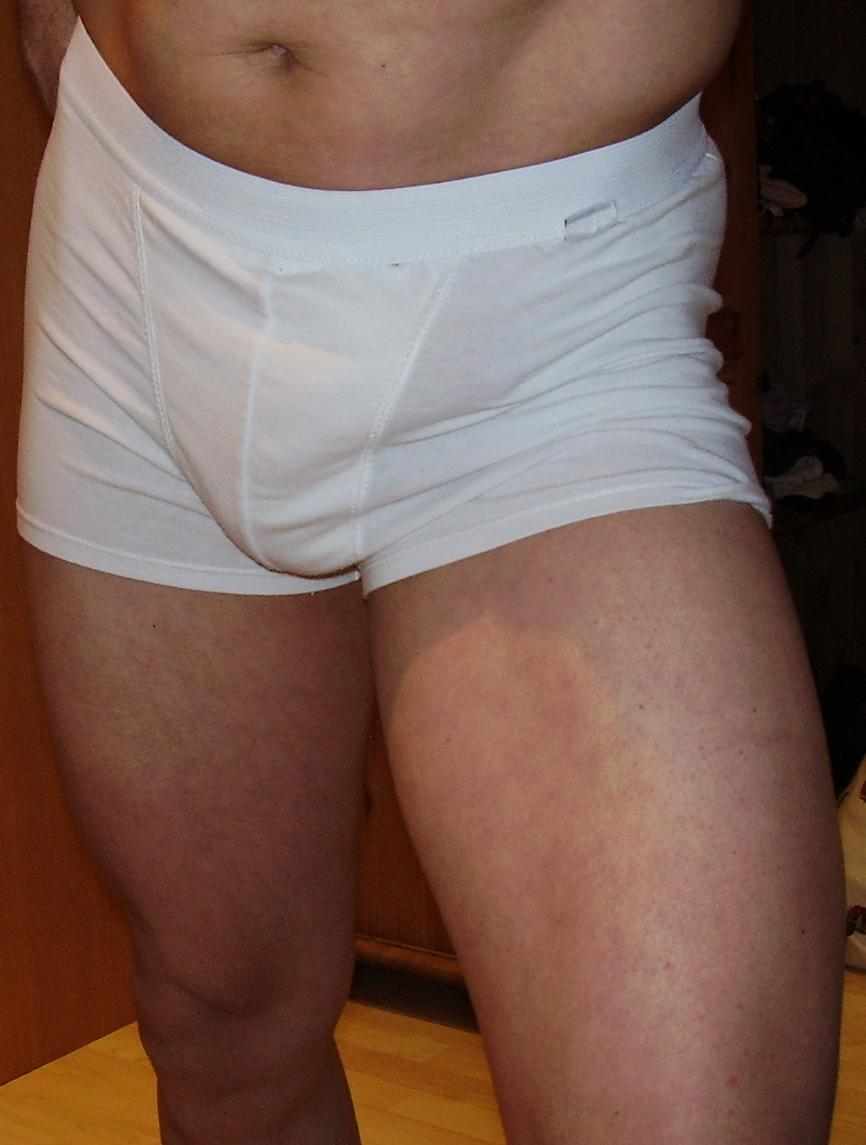
Slip cu trunchi

Slipul trunchi, cunoscut și sub denumirea de trunchi simplu, este mai scurt decât boxerul, dar are în continuare secțiuni pentru picioare, spre deosebire de slip.

### Slipuri

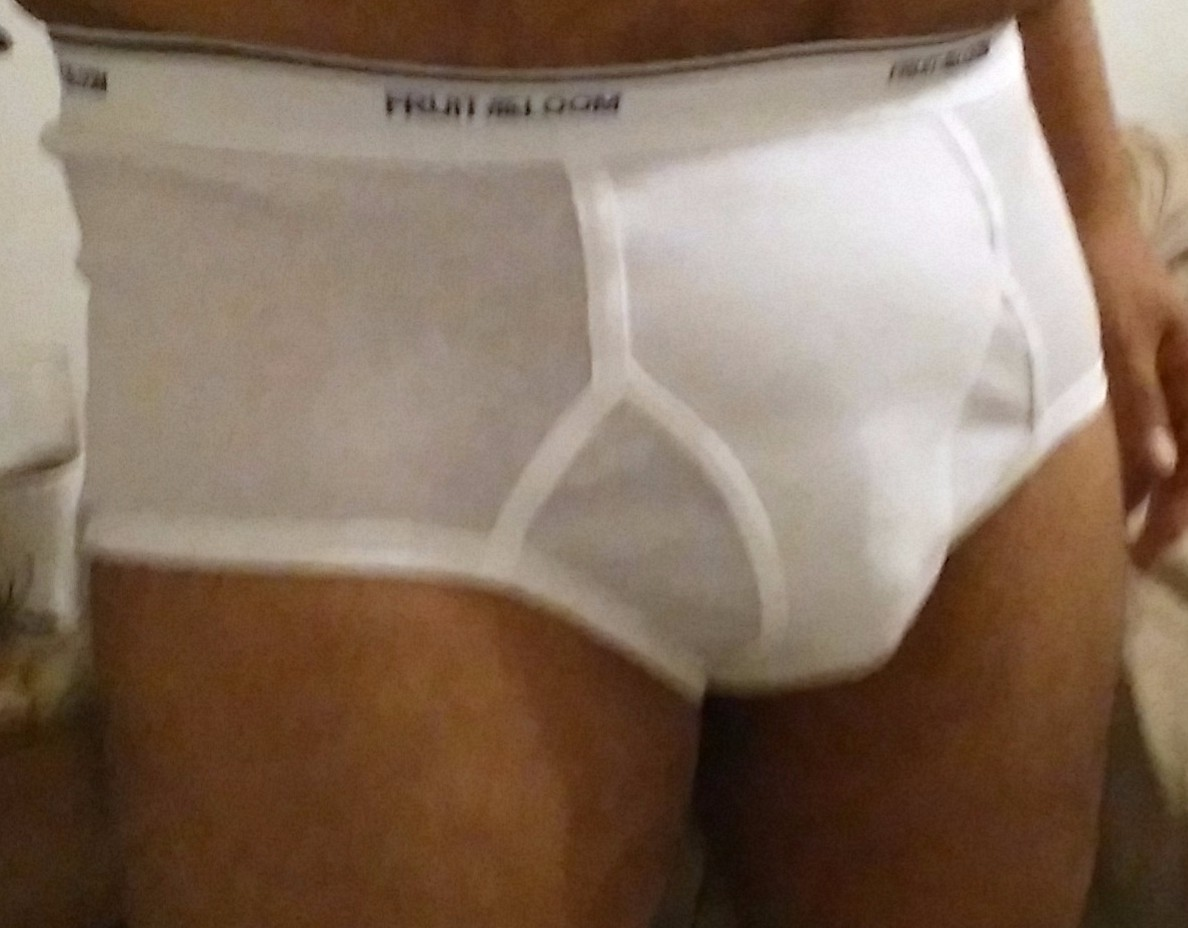
Slip

Slipul clasic are o talie elastică la nivelul sau în apropierea taliei purtătorului și benzi pentru picioare care se termină la nivelul sau în apropierea zonei inghinale. Mulți chiloți au fermoar. Există și variante ultra-absorbante.

### Chiloți bikini

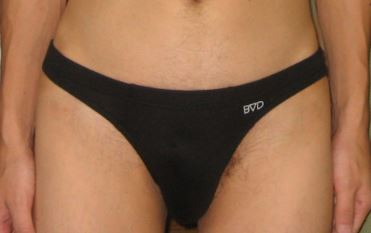
Chiloți bikini/slip bikini

Chiloții bikini sunt o variație a chiloților clasici care acoperă mai puțin, deși, de obicei, acoperă complet spatele. În mod convențional, aceștia nu au fermoar.

### Tanga

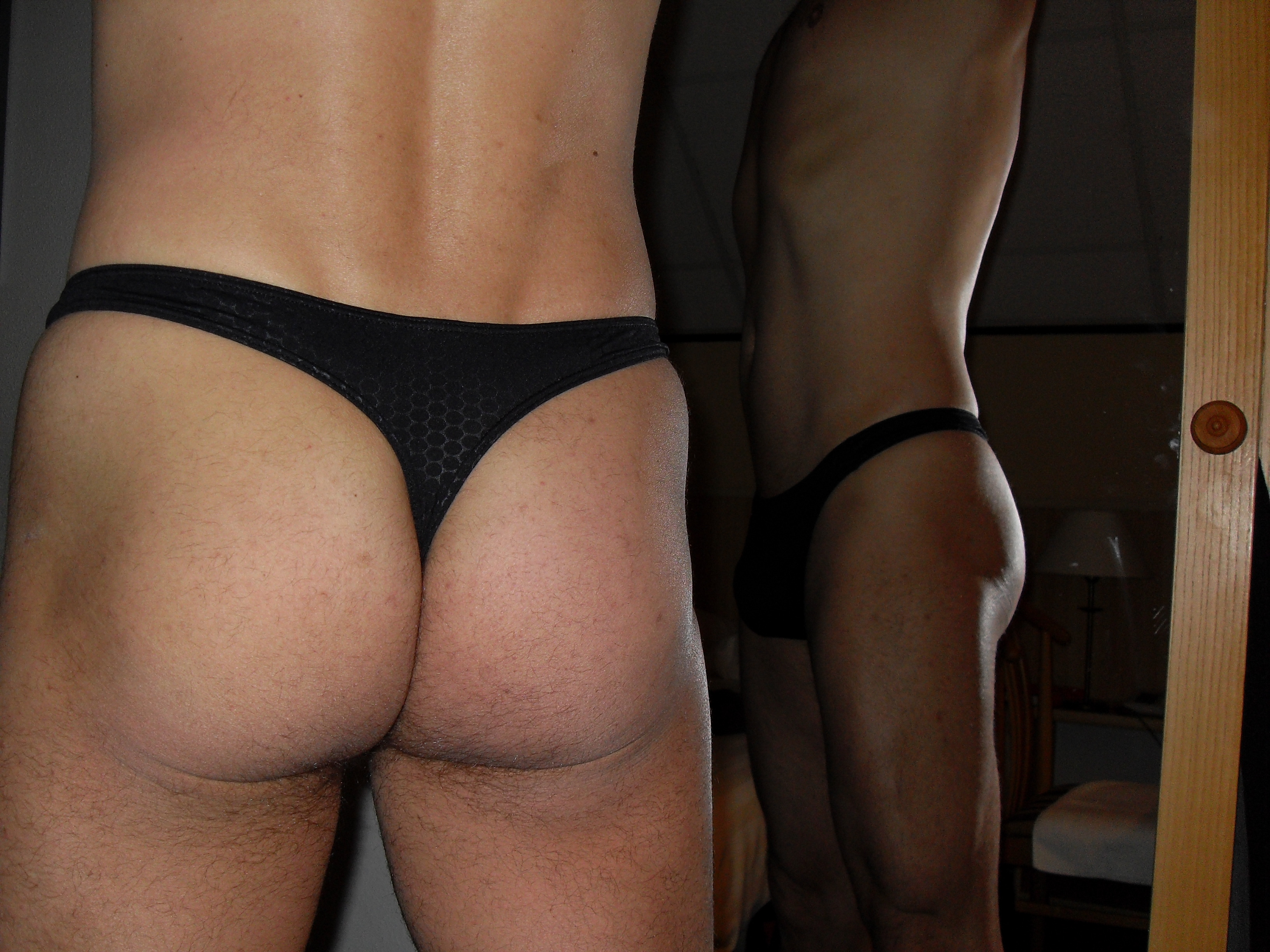
Tanga

Chiloții tanga sunt ca chiloții bikini, cu excepția faptului că partea din spate este foarte îngustă și trece între fese.

### Chiloți de damă

Mai multe modele de chiloți de damă (tanga și G-string: vedere din spate)

#### Chiloți despicați
Chiloții despicați sunt o lenjerie de corp în care spatele și partea din față a picioarelor nu sunt unite împreună.

### Scutece
Scutecele sunt un tip de lenjerie purtată de copiii mici și de cei care suferă de incontinență. Spre deosebire de alte chiloți, scutecele permit purtătorului să urineze sau să defece fără să murdărească mediul înconjurător. Acestea pot fi reutilizabile sau de unică folosință.